# Стартовая улица (Санкт-Петербург)
Ста́ртовая улица — улица в Московском районе Санкт-Петербурга на территории Авиагородка.
Протяжённость улицы — 970 метров.

## География
Соединяет Пулковское шоссе с площадью аэропорта Пулково-2. Проходит между Быковской и Домодедовской улицами.

## История
Название присвоено 15 июня 1976 года. До этого с 1940-х годов называлась дорогой в Аэропорт.

## Здания и сооружения
- дом 5 — автосалон Volkswagen
- дом 10 — автосалон BMW
- бизнес-центры
- промзоны

## Транспорт
- Автобусы: № 13, 13А, 263
- Ж/д платформа «Аэропорт» (400 м)
- Общественный транспорт по Пулковскому шоссе

## Пересечения
С севера на юг (по нумерации домов):
- Пулковское шоссе
- КАД (проходит под развязкой, не пересекая)
- Шереметьевская улица
- Толмачёвская улица
- улица Пилотов
- Быковская улица
- Площадь аэропорта «Пулково-2»